# Tori Bussi

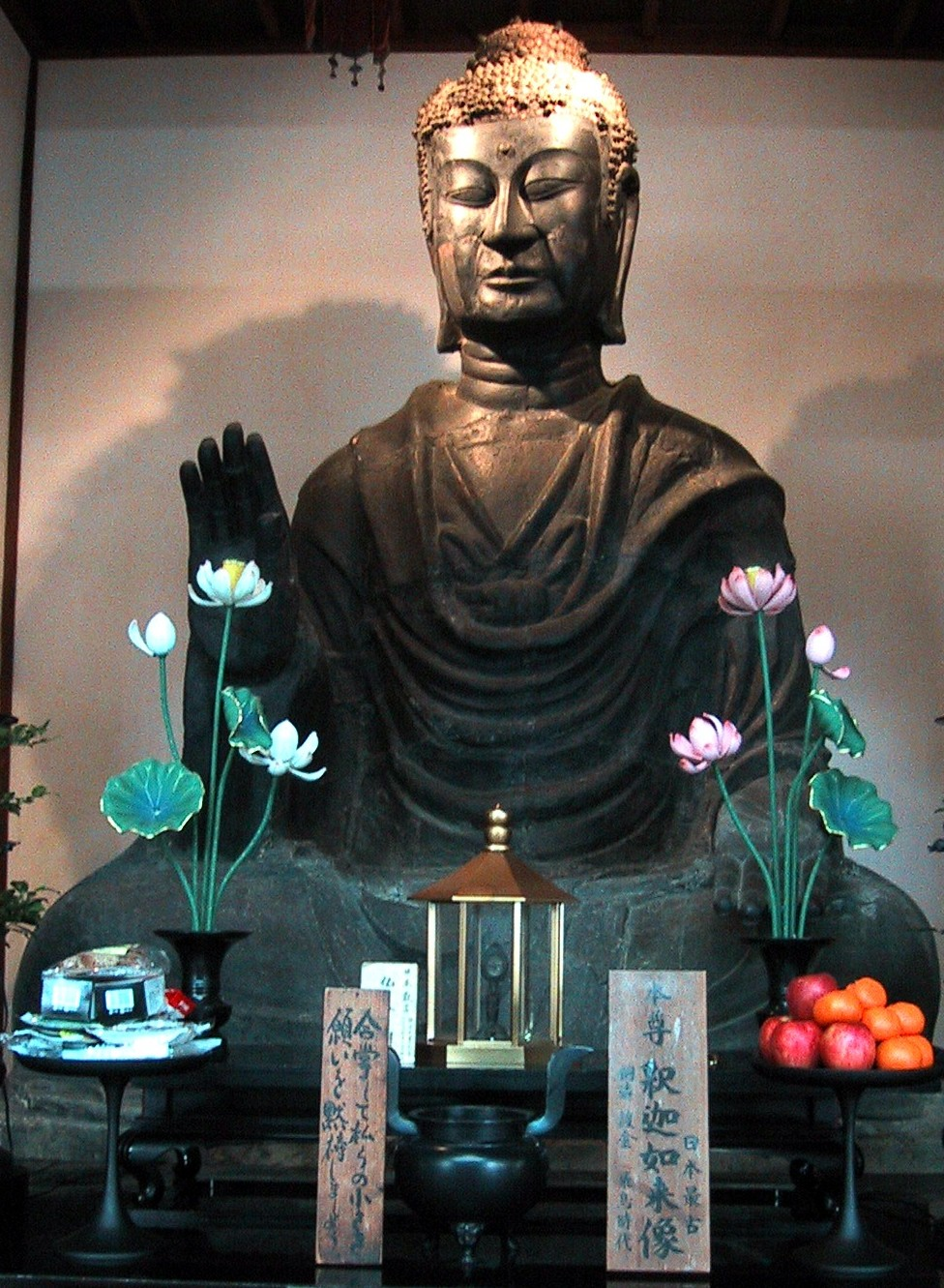
Saka Buddha az Aszukaderában, 606

Tori Bussi (止利仏師; トリ・ブッシ) a 6. század végén és a 7. század elején tevékenykedő japán szobrász. A Kuracukuri (鞍作, „nyeregkészítő”) klán leszármazottja, teljes címe Siba no Kuracukuri-be no Obito Tori Bussi (司馬鞍作部首止利仏師); a Bussi egy rang, melynek jelentése „Buddhista szobrok készítője”. A 7. század elejére Tori Bussi nagy népszerűségre tett szert, megrendelői között volt Szoga no Umako és Sótoku herceg. Az ilyen magas rangú pártfogók is mutatják, hogy milyen nagyra becsült művész volt, s nem csupán egy névtelen kézműves. A legtöbb fennmaradt aszuka-kori aranyozott bronzszobrot Torinak és iskolájának tulajdonítják. Munkái magában foglalják a korabeli japán szobrászati stílust; szolid, mértani ábrák sajátos, frontális beállításban.

## Élete és munkái

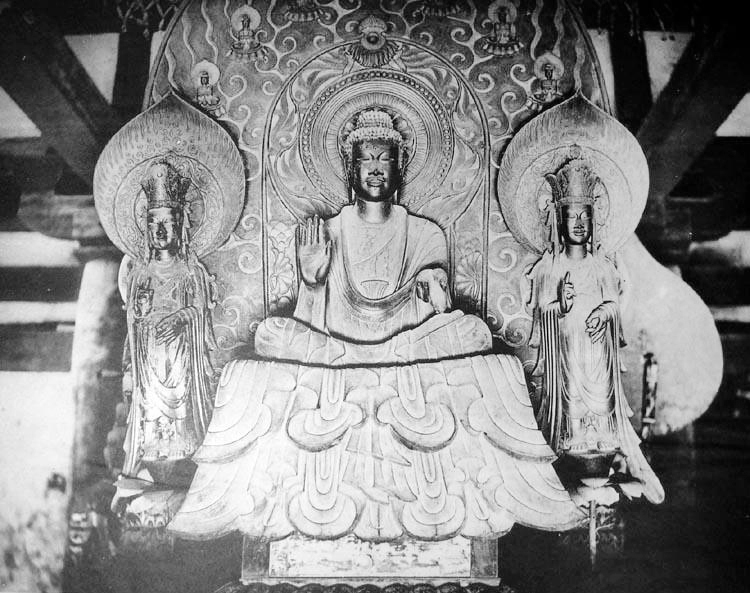
Saka Háromság a Hórjúdzsi templomban, 623

Tori Bussi nagyapja Siba Tatto, 522-ben emigrált az ázsiai kontinensről Japánba. Siba és fia, Taszuna, nyeregkészítők voltak. Mivel a munka öröklődött, így a fiatal Tori a nyeregdíszítés folyamata során elsajátította a fémöntés, lakkmunka és a fafaragás művészetét. Feljegyzések szerint, Taszuna 588-ban buddhista szerzetesnek állt, és faragott egy fa Buddha szobrot.
Tori Bussi első ismert munkája az Aszukadera templomban (Aszuka, Nara prefektúra) található bronz Saka Buddha szobor, amelyet 606-ban fejezett be. Munkája annyira megtetszett Szuiko császárnőnek, hogy földeket adományozott a szobrásznak, illetve a későbbi ötödik rangnak megfelelő titulust is megkapta. Ebben az évben hímzett faliszőnyeget is készített.
A Vakakusza-dera Jakusi Nyorai (gyógyító Buddha) szobrát is gyakran Tori Bussinak tulajdonítják. Jómei császárnő és Sótoku herceg megbízására készítette el 607-ben, az újonnan létesített Vakakusza-dera számára. A Buddha dicsfényének hátoldalán található felirat miatt vélik , hogy a szobor Tori Bussi munkája. Ugyanakkor ez a felirat feltehetően 607-nél később került oda, így sok tudós azt feltételezi, hogy a fennmaradt szobor csak egy másolat, és az eredeti elpusztult a 607-es templomi tűzvészben. Mindazonáltal művészettörténészek, mint például Szeiroku Noma, kiállnak amellett, hogy kizárólag Tori Bussinak volt meg az a tehetsége, amely szükséges egy ilyen munka elkészítéséhez. A szobor jelenleg a Hórjúdzsi templomban (Nara prefektúra, Ikaruga) van.
Művészettörténészek gyakran nevezik a Hórjúdzsi templomban lévő Saka-háromságot Tori mestermunkájának.A dicsfény hátoldalán található felirat egy legendáról számol be, amely szerint a középső szobor Sótoku herceg életnagyságú mása. Úgy tartják, hogy a herceg halálakor készítette, hogy megkönnyítse a Paradicsomba való újjászületését. Ez idő tájt halt meg Sótoku herceg édesanyja és hitvese, melyből arra lehet következtetni, hogy a két bódhiszattva őket ábrázolja.
A Hórjúdzsi templom Jumedono csarnokában lévő Kannon szobor is Tori Bussi stílusát viseli magán, ugyanakkor nem bizonyított, hogy tényleg Ő és iskolája készítette volna.

## Szobrászati stílus
Tori munkái jól példázzák az aszuka-kori japán buddhista művészetet. Stílusa visszavezethető a 4. század vége és 6. század közötti kínai Vej-dinasztia stílusára. Habár ezt a stílust a barlangokban kőfaragásra használták, Tori és segédei agyagból faragtak formát a bronzöntéshez. Munkái tükrözik a kínai frontális beállítást, a szimmetriát és egysíkúságot. Stílusára erősen hatott az északi Vej-dinasztiabeli szobrászat. Ami megkülönbözteti Tori műveit a többitől, az a béke és lágyság, amit közvetítenek, annak ellenére, hogy szigorúan ragaszkodott a megszokott testtartásokhoz.
Tori Buddha alakjai egyenes tartással, törökülésben ülnek, testükön a ruházat szabályosan redőzik. A Tori Bussi munkáira jellemző geometriai alakzatok a szobrok sziluettjének háromszögszerűségében jelennek meg, nyugalmat és határozottságot mutatván. Jobb kezüket felemelve, tenyérrel az őket nézők felé tartják szemui-in (szanszkrit: abhayamudra) kéztartásban; biztatja a hívőket, hogy ne féljenek. A bal kéz a bal lábon nyugszik, a kézfej felfelé fordítva, szeganin (szanszkrit: varadamudra) kéztartásban, amely a könyörületességet fejezi ki. Hosszúkás fejüket göndör hajfürtök fedik, mely Buddha tökéletes voltát jelzi. Arcuk teljesen sík felület, amelyet csak az orrcimpa, a szem és a szemöldök tör meg.
A Saka háromság különösen jó példa a kiforrott Vei stílusra. Olyan Buddha alakot ábrázol, amely hasonlít egy szögletes emelvényen elhelyezett, korai Saka szoborra. Ennek a Buddhának a ruhája aláhullik az emelvényről, megmutatva az alak súlyosságát. A szobor lendületes elemei ellentétbe állítják a „békés” és a „merev” Buddhát. A fejét ragyogó dicsfény veszi körül, amelyen „A múlt hét Buddhája” (található. A Buddha feje fölött található lótuszszirmon lévő láng díszítés Buddha bölcsességét reprezentálja.

## Fordítás
- Ez a szócikk részben vagy egészben  a   Tori Busshi című angol Wikipédia-szócikk fordításán alapul.  Az eredeti cikk szerkesztőit annak laptörténete sorolja fel. Ez a jelzés csupán a megfogalmazás eredetét és a szerzői jogokat jelzi, nem szolgál a cikkben szereplő információk forrásmegjelöléseként.